# Балкански језици
Ово је списак свих језика који су пристуни на Балкану. Сем туркијске групе, сви језици припадају индоевропској језичкој породици.

## Историја
Једини класични и преживјели језик антике је грчки. Наследник је старогрчког језика. Реконструкција палеобалканских језика је тежак, чак и немогућ задатак за развој науке до 20. века.
У средњем веку на Балкану је створен нови класични књижевни језик (Преславска књижевна школа) — старословенски или старобугарски. У 10. и 11. веку хрватски и српски књижевни језик су се формирали на западном Балкану, као и у Корушкој — Словеначка редакција старословенског језика.

## Језички спорови
Језички спорови на Балкану почели су у другој половини 18. века питањем грчког језика. Након проблема уследио је познати грчки пројекат.
Позната Вукова реформа, с почетка 19. века, довела је до српско-бугарског спора око македонског питања. У међувремену, Јернеј Копитар уочио је постојање тзв. Балканске језичке заједнице. Суштина овог спора своди се на одговор на питање (језик или дијалект и чији), шта је Косовско-ресавски дијалекат, као узуски наследник тзв. Рашки језик?  Бечки књижевни договор ствара нова језичка питања. Новосадски договор га продубљује:
1. Постоји ли један српскохрватски узус и који је тачан назив на овом језику?
2. Српски и хрватски су засебни језици или два имена на истом узусу?
3. У дијалекатном континууму штокавице постоје ли још неке узусе, колико и шта су?

С друге стране, неславенски балкански језици, а посебно румунски и албански, историјски и у смислу њихове класификације постављају више питања него да разјасне историјски контекст балканске језичке историје (албанско-румунска језичка веза). Први писани споменици на овим језицима датирају из 16. века.

## Индоевропски језици

### Албански
- арванитски
- гегијски
- стандарни албански
- тоскијски

### Хеленски
- кападоцијски
- понтски
- стандарни грчки
- цаконски

### Индоаријски
- ромски

### Словенски језици

#### Југоисточни словенски језици
- бугарски
- македонски

#### Прелазни дијалекти
- прелазни бугарски дијалекти
- прелазни српски дијалекти (горански/призренско-тимочки)

#### Југозападни словенски језици
- српски
  - црногорски
  - бошњачки
- хрватски

са варијацијама дијалеката: чакавски, кајкавски и штокавско
- словеначки

### Романски
- цинцарски
- истриотски
- истрорумунски
- италијански
- ладино
- меглено-влашки
- румунски

## Турскијски језици
- кримскотатарски
- гагаушки
- татарски
- турски

## Изумрли језици
- старомакедонски
- далматски
- етеокритски језик
- етеокипарски језик
- илирски језик
- османски